# Het Lagerhuis (televisieprogramma)
Het Lagerhuis was een Nederlands televisieprogramma, dat een aantal jaren door de VARA op zaterdagavond werd uitgezonden. Het programma werd gepresenteerd door Paul Witteman; eindredacteuren waren onder anderen Ger Ackermans, Will Priems, Paul Vloon en Herman Meijer. Het programma werd rechtstreeks uitgezonden vanuit het Amsterdamse debatcentrum De Rode Hoed; het decor was enigszins vergelijkbaar met het Britse Lagerhuis.
Het Lagerhuis beoogde het debat over de politieke actualiteit zo levendig mogelijk in de huiskamer te brengen. Dat gebeurde in een aantal onderdelen volgens een vast stramien: discussies tussen de aanwezige panelleden; discussie met een uitgenodigde gast; een gesproken column van Marcel van Dam en een discussie tussen een gast en Van Dam.
In elke uitzending werd een van de panelleden door een "juryvoorzitter" aangewezen als beste debattant. Mede door het programma zijn enkele panelleden landelijk bekend geworden: de Rotterdamse actievoerster Annie Verdoold, de Hagenaars Henk Bres en Hein Westerouen van Meeteren, presentator en hiphopkenner Andrew Makkinga, de Haagse VVD-wethouder Frits Huffnagel, bestuurder Pier Eringa, oud-EO'er Nen van Ramshorst en boer Roland Kleine.
Het programma was niet alleen op televisie (ca. 1 miljoen kijkers), maar ook commercieel een succes. Witteman en Van Dam luisterden menige personeelsbijeenkomst op met een instant-Lagerhuis. Vanaf 1999 werd ook een jongereneditie van het programma uitgezonden. Daarnaast werd vanuit dit format een debatcompetitie gecreëerd voor middelbare scholieren: Op Weg Naar Het Lagerhuis.

## Specials
- In het voorjaar van 2010 besloot de VARA het programma opnieuw uit te zenden. Drie speciale afleveringen, gericht op de Kamerverkiezingen van 9 juni 2010, werden uitgezonden op 19 mei, 26 mei en 2 juni. Presentator was opnieuw Witteman. Een aantal oudgedienden van het panel nam opnieuw op de groene bankjes plaats. De locatie was het Amsterdamse Werkteater.

- Vanaf november 2016 zond De Nieuws BV een radioversie van Het Lagerhuis uit, gepresenteerd door Felix Meurders en Francisco van Jole.

- Het praatprogramma De Wereld Draait Door had een speciale versie van Het Lagerhuis in de aanloop naar de Tweede Kamerverkiezingen van 15 maart 2017. De presentatie was ook hierbij in handen van Witteman.